# Bergama
Bergama – miasto w zachodniej Turcji, w prowincji Izmir, historyczna nazwa: Pergamon. Według danych na rok 2000 miasto zamieszkiwało 52 173 osób. 
W mieście rozwinął się przemysł bawełniany oraz skórzany.
Kompleks archeologiczny ruin starożytnego Pergamonu znajduje się na górującym nad współczesnym miastem akropolu. Na obrzeżach Bergamy znajduje się także inne stanowisko archeologiczne – ruiny dawnego Asklepiejonu. 
W Bergamie zachowała się także stara dzielnica z czasów osmańskich z XIV-wiecznym mostem oraz ruiny tzw. Czerwonej Bazyliki (tur. Kızıl Avlu), wzniesionej w II wieku n.e. jako świątynia egipskich bóstw Serapisa, Harpokratesa i Izydy, a w czasach Bizancjum przekształconej w chrześcijańską bazylikę. 

## Miasta partnerskie
- Piatra Neamț, Rumunia
- Alkmaar, Holandia
- Böblingen, Niemcy